# Chiesa di Saint-Jean-de-Malte di Aix-en-Provence
La chiesa di Saint-Jean-de-Malte, all'angolo fra rue d'Italie e rue Cardinale, a Aix-en-Provence, è stata la prima chiesa gotica di Provenza. Fu eretta sul posto ove sorgeva una cappella eretta dall'Ordine dei Cavalieri Ospitalieri quando si installarono ad Aix nel XII secolo. La sua costruzione si svolse approssimativamente tra il 1272 e il 1277. Il suo campanile si eleva a un'altezza di 67 metri ed è il punto più elevato della città.
Oggi Saint-Jean-de-Malte è una chiesa parrocchiale affidata alla Fraternità dei monaci apostolici. Grazie all'ufficio monastico, essa è frequentemente aperta e può essere facilmente visitata. Sorprende per la sua luminosità interna, il colore della pietra, la sua sobrietà, il suo organo, costruito da Daniel Kern di Strasburgo, e i suoi numerosi dipinti.
Essa è stata classificata Monumento storico di Francia già nel 1840.

## Storia

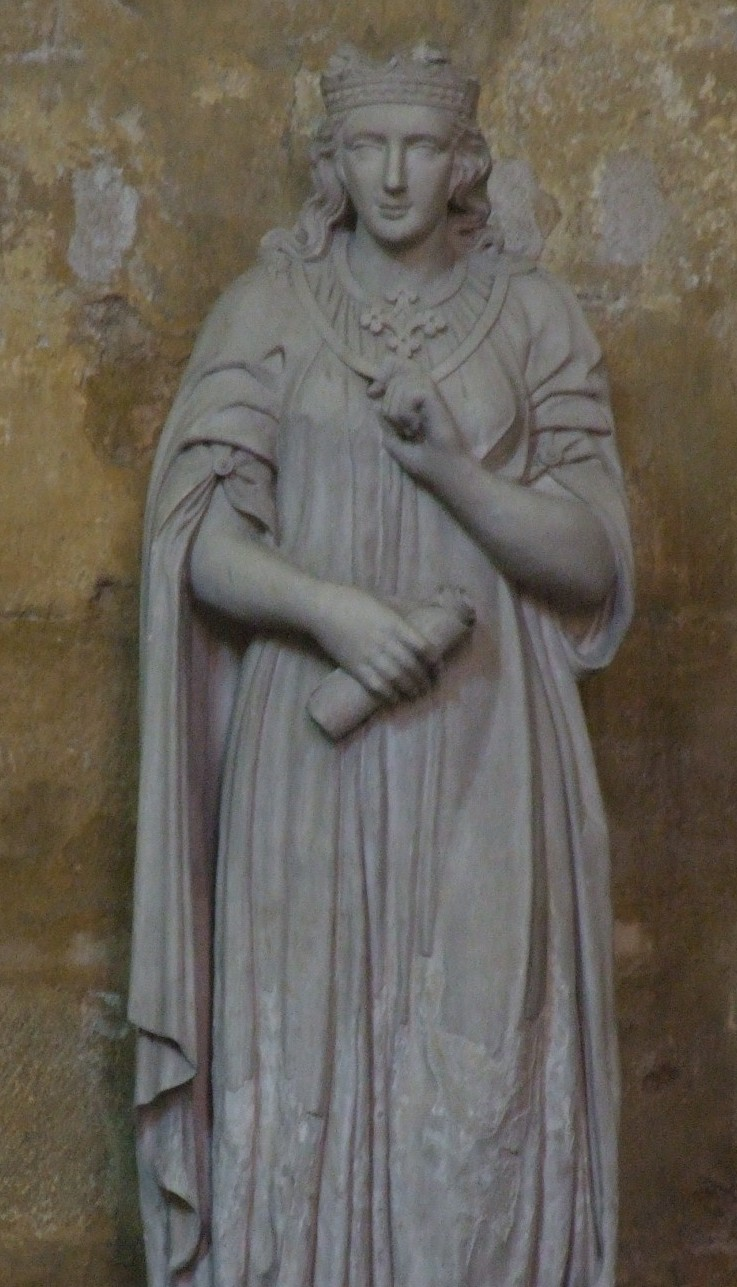
Statua di Beatrice, chiesa di Saint-Jean-de-Malte in Aix-en-Provence.

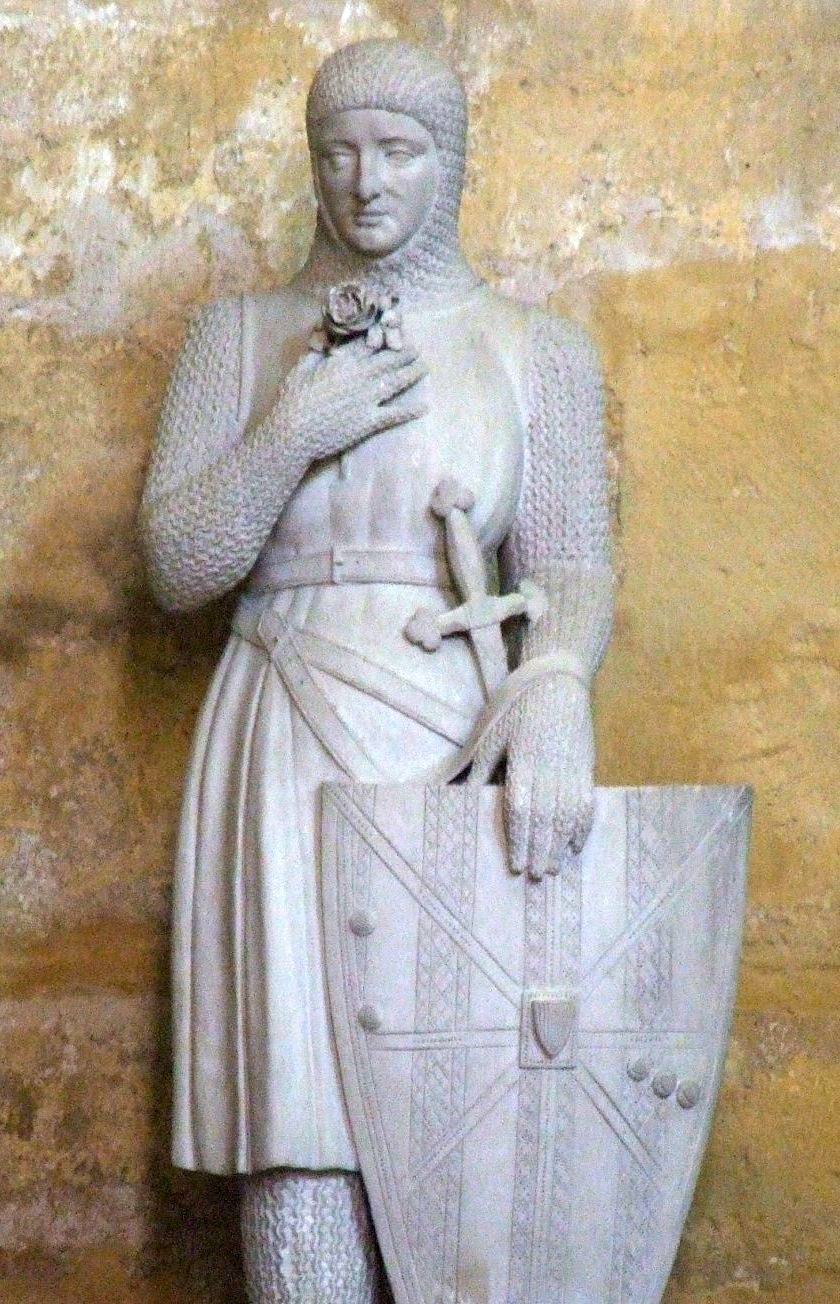
Statua di Raimondo Berengario IV, chiesa di Saint-Jean-de-Malte.

Il primo edificio religioso eretto sul luogo è stata una cappella che gli Ospedalieri eressero ad Aix quando vi s'installarono nel XII secolo, sulla via per l'Italia, nel luogo ove ora sorge l'abside della chiesa. Fu a causa del fatto che i conti di Provenza del casato di Barcellona, Alfonso II e suo figlio  Raimondo Berengario IV decisero di eleggere il luogo a loro sepolcro, che fu intrapresa la costruzione di un edificio religioso molto più imponente.. Fu anche così che, sulle istruzioni del testamento della contessa Beatrice di Provenza, figlia di Raimondo Berengario, la chiesa di Saint-Jean-de-Malte sarebbe stata costruita tra il 1272 e il 1277, in stile gotico provenzale, a navata unica e cappelle laterali tra i contrafforti, fuori delle mura della città, ciò che ne fa il più antico monumento religioso della Provenza.

### Problemi di datazione
Pare quasi certo che sulle fondazioni della chiesa si trovasse prima un altro edificio. Alcuni storici affermano che si trattasse di un tempio dedicato a Minerva. Questa affermazione proviene dalla scoperta di un altare dedicato alla dea quando furono eseguite delle fortificazioni della chiesa prima del 1593. 
La data più antica attestata riguardante un edificio religioso in questo luogo è un atto del 1192, nel quale è citata ad Aix una casa degli Ospitalieri dell'Ordine di San Giovanni di Gerusalemme, il cui commendatore era Pietro di Naisa. Gli storici ritengono che la costruzione di questa "commenderia" debba porsi tra il 1180 e il 1192.
La costruzione della chiesa vera e propria non può essere datata con certezza. Anche se pare acquisito che sia avvenuta nel corso del XIII secolo, è difficile darne date precise. Se un edificio religioso è ben stato consacrato ad Aix il 3 maggio 1251 dal cardinale Pietro da Collemezzo, non si sa di quali si tratti, ma alcuni considerano che tale edificio possa essere stato quello della chiesa di Saint-Jean-de-Malte, o quanto meno di quella che l'ha preceduta. In effetti, nel 1256, Alfonso II conte di Provenza, e il figlio, Raimondo Berengario IV vi ebbero le loro sepolture.
Nel 1272, Carlo I d'Angiò chiese l'ampliamento della chiesa per accogliervi la tomba di Beatrice di Provenza, sua sposa. È quindi verosimile allora che sia il coro che il transetto siano stati aggiunti successivamente, poiché, normalmente, le chiese dell'Ordine di Malta non avevano il transetto. Coro e transetto furono terminati non oltre il 1277, anche se le cappelle laterali furono erette ancor dopo.

### Evoluzione architetturale

#### Lo spazio della chiesa in un quartiere privo di spazio
Al momento della sua costruzione, Saint-Jean-de-Malte si elevava in mezzo alla campagna. La creazione del quartiere Mazzarino di Aix nel XVII secolo fu l'occasione di circoscrivere l'edificio a un'estremità della città nuova per farne una piazzaforte. Di colpo, numerose strutture esterne si trovarono nascoste dalle costruzioni.
Il museo Granet presenta un'incisione del 1593 della chiesa al centro dei campi, relativamente lontana dalla zona popolata, in un'epoca in cui i bastioni della città erano più a nord. Si trattava dunque per Saint-Jean-de-Malte di un isolamento pericoloso, poiché la chiesa non possedeva effettive protezioni, trovandosi situata al di fuori dei bastioni. Tre alte torri erano state erette tra la fine del XIII secolo e l'inizio del XIV, di cui una, trasformata in abitazione nel XVII secolo, si trova tra l'abside e il braccio nord del transetto ed è visibile al numero 20 di rue d'Italie.
Nel XVI secolo si pensò seriamente a demolire la chiesa, le cui parti fortificate potevano costituire un punto di appoggio per i nemici che avessero voluto attaccare i bastioni da sud di Aix.
Ma la chiesa sfuggì alla demolizione per l'intervento del capitano Denis Brueys. La città s'impegnò inoltre a procedere a lavori di fortificazione e in particolare a una cortina, sorvegliata ogni sera da un soldato. Ma questi impegni costavano molto alla comunità e i piani per integrare la chiesa entro i bastioni cittadini furono respinti dagli abitanti.
Nel 1645 il cardinale Michele Mazzarino, fratello del primo ministro di Luigi XIV di Francia, Giulio Mazzarino, divenne arcivescovo di Aix-en-Provence. Al suo arrivo egli chiese al re Luigi XIV l'autorizzazione ad abbattere il bastione sud della città tra la porta degli agostiniani e la piattaforma per costruirvi un nuovo quartiere, invocando ragioni d'ordine demografico ed estetico, ma anche degli imperativi di sicurezza. L'autorizzazione gli fu concessa con lettere patenti registrate dal Parlamento di Aix il 15 febbraio 1646. Egli organizzò allora, con l'aiuto di un promotore, Henri Hervard d'Hevinquem, la vendita di lotti di terreno a un prezzo che solo i borghesi della città erano in grado di pagare. Sotto la direzione dell'architetto Jean Lombard (1580-1656), nominato dallo stesso arcivescovo, gli edifici particolari cominciarono a nascere, facendo del quartiere Mazzarino un rimarchevole esempio di architettura dei secoli XVII e XVIII, con pianta a scacchiera. La chiesa di Saint-Jean-de-Malte si trovò di fatto inglobata in questo quartiere e poté così finalmente beneficiare della protezione di nuovi bastioni.

#### Apporti architettonici

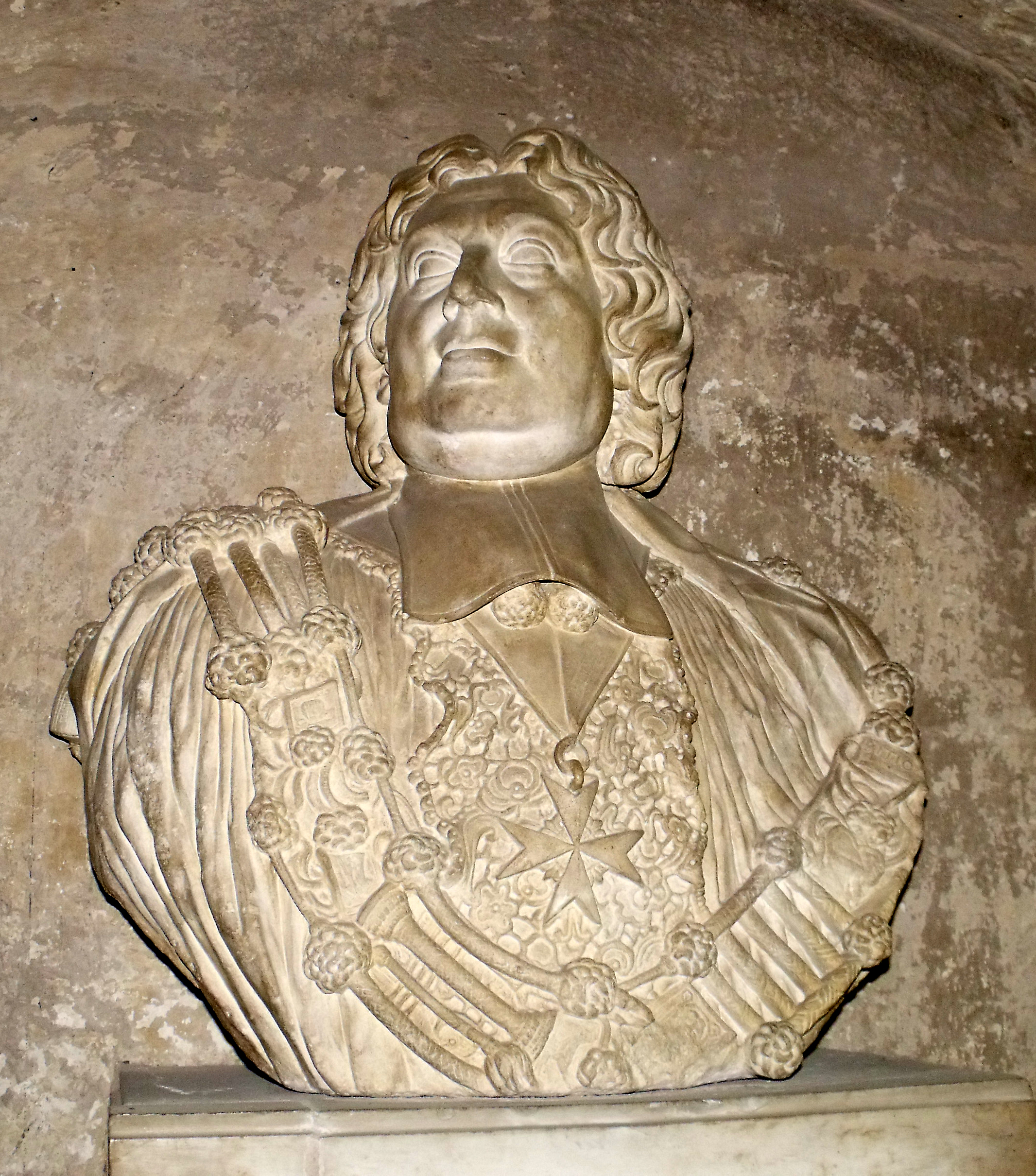
Jean-Claude Viany.
Chiesa di Saint-Jean-de-Malte.

Nel XIV secolo furono aggiunte alcune cappelle, ma fu soprattutto il priore Jean-Claude Viany che realizzò gli apporti architettonici più considerevoli, aggiungendo in particolare nuove cappelle che finanziò con la vendita di terreni liberi contigui alla chiesa.. 
Questi importanti lavori di restauro furono realizzati tra il 1670 e il 1695, anche se la parte essenziale dei lavori coprì i tre anni tra il 1692 e il 1694. L'entrata laterale est fu rifatta nel 1683. Il suo architrave fu allora decorato con palme e un medaglione in marmo realizzato nel 1694 da Félix Veyrier e ivi apposto. Esso rappresenta la decollazione di san Giovanni Battista, conformemente all'iconografia dell'Ordine di San Giovanni di Gerusalemme. È inutile cercare oggi la tomba autentica dei conti di Provenza, poiché questa è andata distrutta nel 1794. Ciò che si vede nel braccio nord del transetto è una copia realizzata nel 1828 grazie a una sottoscrizione pubblica alla quale partecipò, in particolare, Carlo X di Francia. La tomba di Beatrice di Provenza invece non è stata ricostruita. Nel 1902 sono stati ritrovate parti del monumento distrutto, tra cui la testa di Raimondo Berengario e quella di Beatrice. Questi reperti si trovano oggi nel museo Granet.

## Descrizione

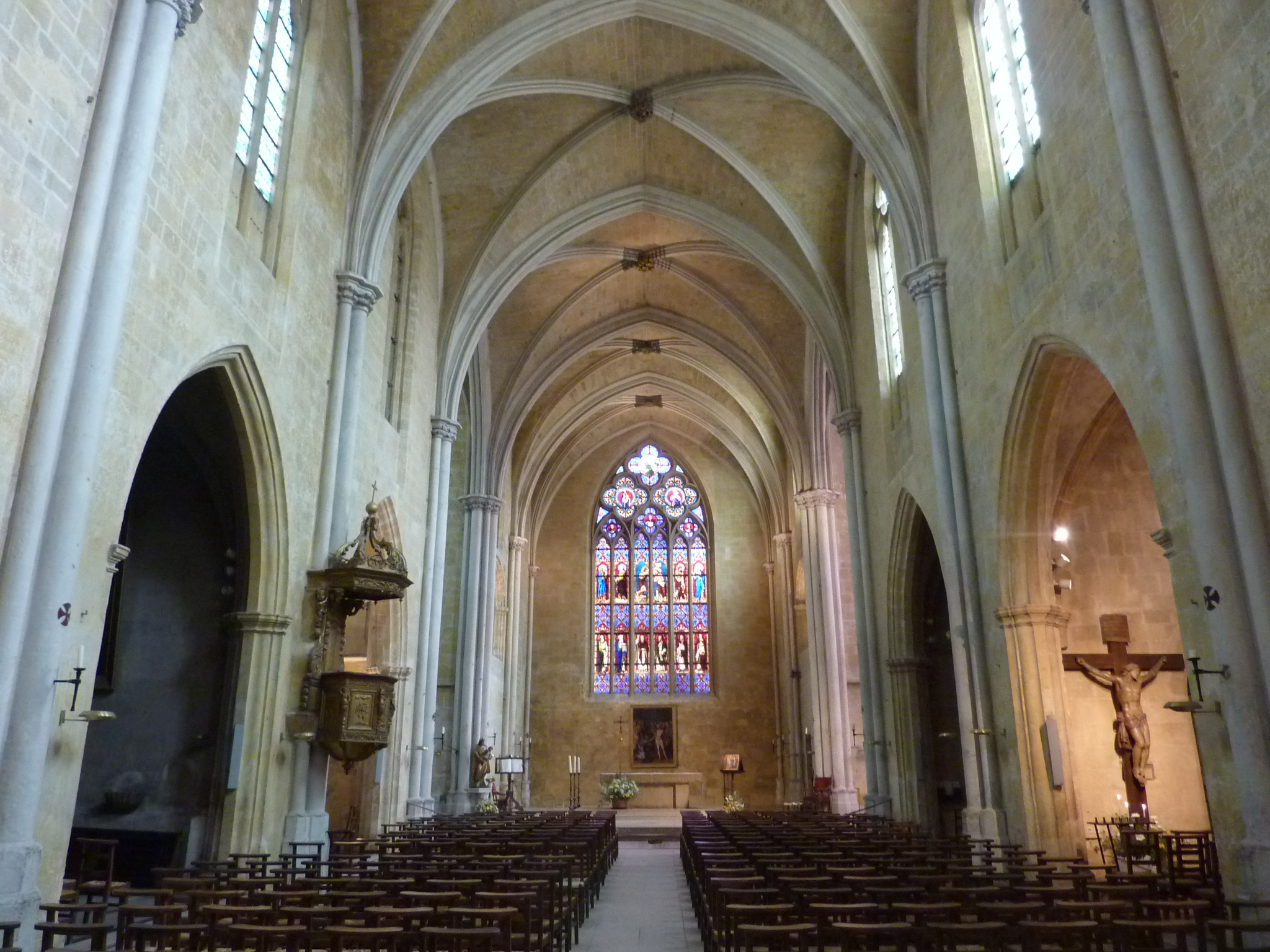
La navata

La navata centrale fu eretta sulle fondamenta di una chiesa più antica nel XIII e fungeva da chiesa dell'ospedale che si trovava dove ora c'è il museo Granet. La chiesa allora era al servizio dell'Ordine dei Cavalieri Ospitalieri di San Giovanni di Gerusalemme, da cui il nome. L'abside piatta e il transetto non sono che di poco posteriori. Essa divenne in seguito commenda dell'Ordine dei Cavalieri di Rodi, poi di quelli di Malta.
 Divenne quindi dipendenza del Gran priorato di Saint-Gilles. Si dice che fu la città di Aix ad aver visto uscire la maggior parte dei cavalieri di Malta.

### Campanile

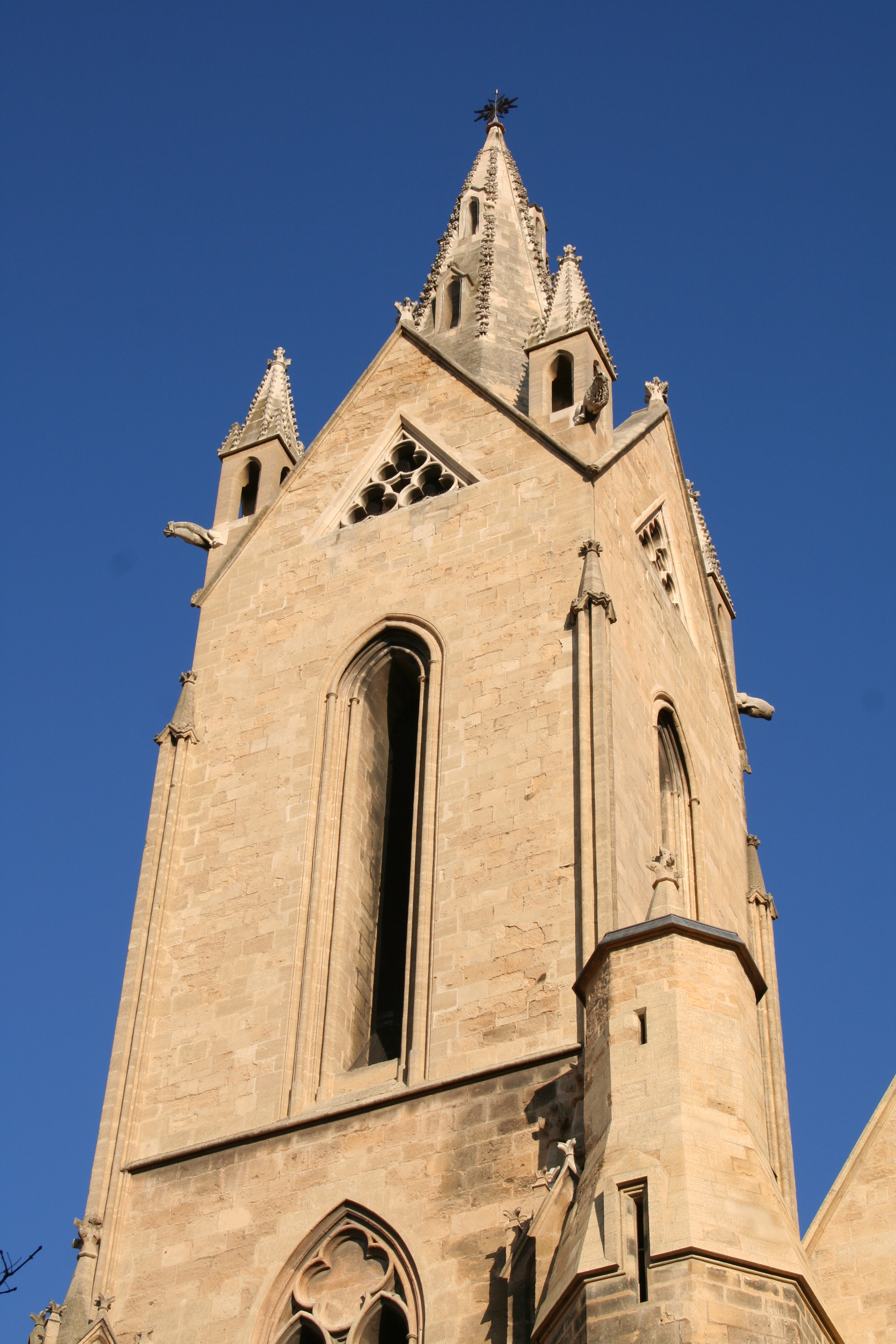
Campanile della chiesa di Saint-Jean-de-Malte.

Nel 1292 gli Ospitalieri ricevettero l'autorizzazione a porre quattro campane sulla sommità del campanile della chiesa, il che indica che, a quell'epoca, il campanile doveva avere già un'altezza considerevole.
 
Oggi il campanile misura 67 metri di altezza, che ne fanno il punto più alto della città di Aix-en-Provence. Se a questo si aggiungono le caratteristiche gotiche, tutto l'avvicina ai numerosi edifici religiosi del nord della Francia per il suo aspetto rigido e austero. Le stime sulla data di realizzazione variano parecchio. Se la tradizione lo colloca nel 1376, recenti ricerche tendono a datarlo alla metà del XV secolo. In un caso o nell'altro, non si può fare a meno di sottolineare l'audacia architettonica dell'opera, totalmente in contraddizione con i canoni architettonici dei suoi tempi, che si tratti del portale della cattedrale di Aix o della cappella di Hélion de Villeneuve, sue contemporanee.
La parte infériore del campanile è posta su un massiccio quadrato e sostenuta da contrafforti. Il tutto è privo di aperture. Il primo piano, invece, ha quattro aperture allungate nel senso dell'altezza e ospita l'unica campana.
Alla sommità, la flèche è circondata da quattro gugliette e illuminata da otto lucernari. Nel Medioevo il tutto era coronato da una spiga di metallo sormontata da una croce latina. Questa fu rimpiazzata, nel settembre del  1755, da una croce di Malta, dopo che un uragano verificatosi nel novembre 1754 aveva abbattuto la spiga. Il fulmine d'altro canto la colpisce regolarmente, il che implica la necessità di sostituire la flèche un paio di volte per secolo. Lo storico di Aix, Ambroise Roux-Alphéran, ha letto su pietre oggi deposte l'iscrizione «XPS [Christus] Rex venit in pace, Deus homo factus est» (Il Cristo re è venuto in pace, Dio s'é fatto uomo), un messaggio a gloria di Cristo.
Delle quattro campane che ornavano originariamente il campanile solo il campanone rimane ai nostri giorni, il quale è stato fuso nel 1670 per mano del fonditore Claude Perois. Il motivo risale all'assedio di Tolone, condotto da Napoleone Bonaparte nel 1793. Tutto il materiale metallico disponibile in Provenza fu requisito per essere fuso e utilizzato per la fabbricazione di armamenti. Le tre campane più piccole di Saint-Jean-de-Malte furono allora rimosse dal campanile e rifuse. Solo il campanone di 1300 kg fu lasciato al suo posto. Nonostante la vittoria di Bonaparte nell'assedio di Tolone, le tre campane mancanti non sono state più restituite. Domenica 1º settembre 2013, in occasione della benedizione dei calisson, sono state rifuse le tre campane minori. Gli Amici di Saint Jean de Malte hanno ottenuto dalla città di Tolone il dono di una parte dei cannoni in bronzo stoccato presso l'arsenale e la fonderia Paccard ha fuso le tre nuove campane, che dal 2018 fanno sentire la loro voce assieme al preesistente campanone. Ognuna delle tre nuove campane ha un nome: Jean (la Calissonne), Gérard e Augustin (dalla maggiore alla minore); pesano rispettivamente 780 kg, 525 kg e 380 kg.

### Facciata

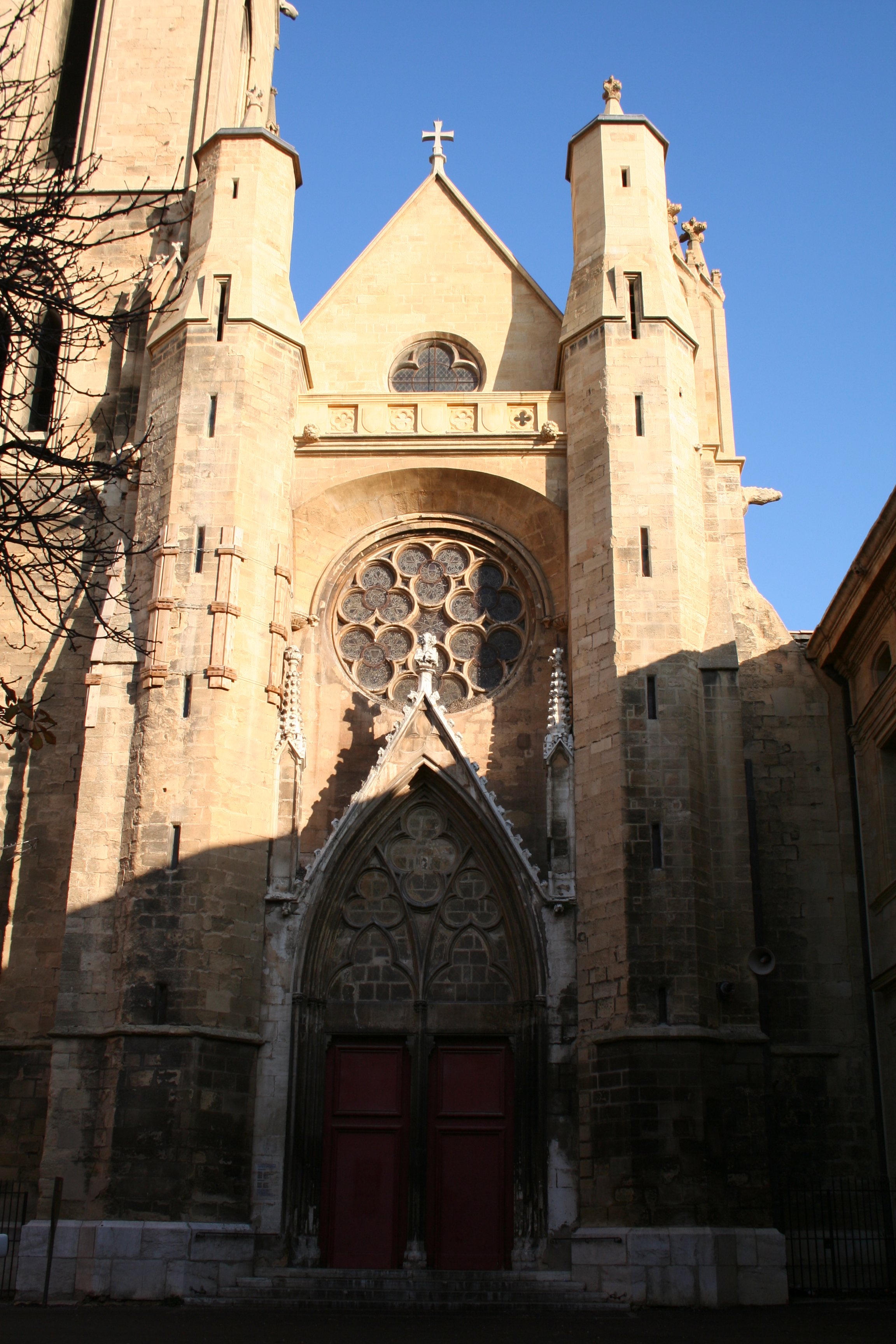
Facciata con gli effetti del sole.

La facciata, come la si può ammirare oggi, è stata rimaneggiata nel XVII secolo, pur se costruita nel XIII. La ghimberga che la domina è sormontata da una croce di Malta. Le tegole a incastro della carpenteria sono inchiodate per il rischio dei venti. 
Il dettaglio architettonico che colpisce di più nella facciata è costituito dalle due torri ottagonali alte trentadue metri, che si ergono ai lati dell'edificio.
Su di esse si aprono delle feritoie strette e sormontate da una cuffia a piramide. Sulla loro sommità, un balcone le collega sormontando un grande rosone di quattro metri di diametro. La torre di sinistra risale alla data di costruzione del campanile, mentre quella di destra fu realizzata contemporaneamente al balcone, nel 1691.
Il portale ha due battenti datati dalla fine del XVII secolo (o inizio del XVIII). Decorati in origine da croci di Malta, questa decorazione è stata rimossa. Al di sopra si possono vedere due gargolle a testa canina. Al di sopra del portale si trova un timpano decorato con trifogli e archi trilobati.
L'insieme della facciata è stato restaurato dall'architetto di Aix, Henri Révoil, tra il 1851 e il 1858.

### Abside
L'abside piatta della chiesa può essere osservata da rue d'Italie. Una casa costruita contro il muro ostruiva un tempo la grande finestra nell'arco di un'altezza di 11 metri. Fu l'acquisto di questa casa da parte della municipalità di Aix-en-Provence nel 1855, che ne consentì la demolizione e il restauro dell'insieme come si presentava in origine.

## Arte

### Pittura

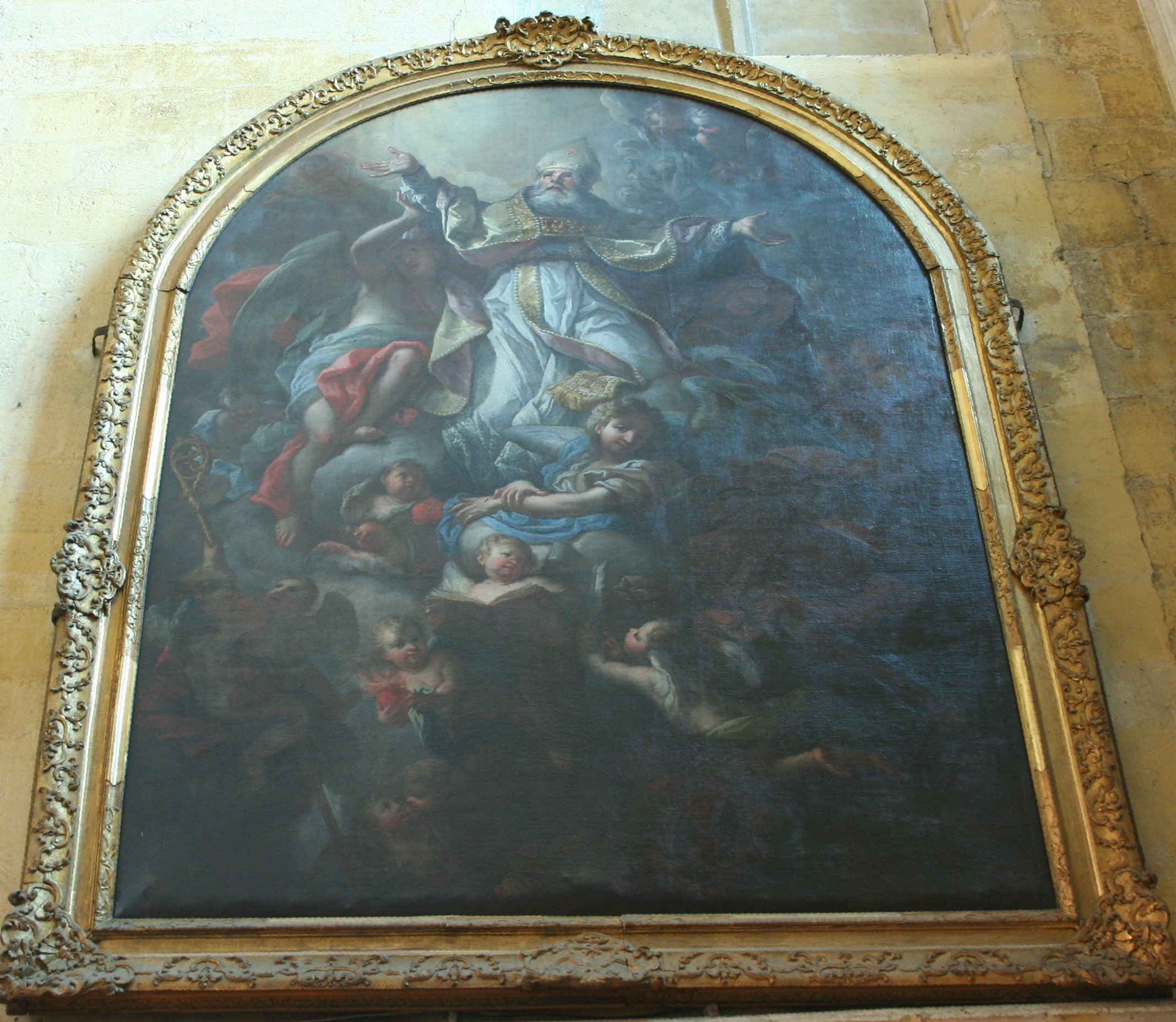
L'Apoteosi di sant'Agostino, di Michel Serre.

Tra i quadri esposti nella chiesa, la Crocifissione di Delacroix è quello che richiama di più i visitatori. All'interno si trovano numerose vetrate; quelle dell'abside datano dal 1854 e hanno per tema il Battesimo di Gesù.
- Sant'Enrico implorante la Vergine per le anime del purgatorio, Jean Armelin (1687). All'avvio previsto per la cappella delle Anime del Purgatorio di Saint-Jean, è stato restaurato alla fine del XX secolo[19].
- L'Annunciazione e La Morte della Vergine, André Boisson (1678).  Questi dipinti erano stati ordinato per la cappella della Corte dei conti del Palazzo dei Conti di Provenza. Della medesima serie di Boisson, due opere si trovano oggi nella chiesa della Madeleine, mentre due altre sono andate perdute[19].
- La Teologia, Michel-François Dandré-Bardon (tra il 1744 e il 1749). Si tratta dell'opera più recente di Saint-Jean-de-Malte. Si è a lungo ritenuto di doverla attribuire a Carle van Loo[20].
- La Resurrezione del Cristo, Louis Finson (1610). Questo quadro è l'opera più antica di Fisson repertoriata in Provenza. Si trova nella chiesa di Saint-Jean-de-Malte di Aix-en-Provence dai tempi del Consolato[20].
- Il Cristo appare a santa Maddalena in giardino, Il Miracolo di san Biagio e Notre-Dame de Bon-Repos, Gilles Garcin (1690). Tutte e tre commissionate dal priore Viany[21].
- Discesa dalla croce, André Gaudion (1612). Questo quadro proverrebbe da un convento francescano di Aix[21].
- San Bruno ai piedi della Vergine, Reynaud Levieux (1663), dipinto originariamente per l'altar maggiore della certosa di Aix[22].
- Discesa dalla croce, Guillaume Martin, detto Adam (1611). Quest'opera fu acquisita da Joseph-Félix Alphéran, futuro priore di Saint-Jean, che ne fece dono alla chiesa.[22].
- Vergine del Carmelo, Nicolas Mignard, detto Mignard d'Avignon (s. d.). Dipinto proveniente dalla chiesa des Grands-Carmes; fu trasferito nella chiesa di Santo Spirito durante la rivoluzione francese, poi a Saint-Jean[22].
- Il Cristo in croce tra la Vergine e san Giovanni, Il Giudizio di Salomone e L'adultera, Nicolas Pinson  (1673). Questo quadro era inizialmente installato nella grande camera del Parlamento di Aix, il vecchio Palazzo dei conti della Provenza.[23].
- L'Apoteosi di sant'Agostino, Michel Serre (s. d.). Antico quadro della chiesa degli Agostiniani[23].
- Notre-Dame de Lorette (anonimo). Quadro offerto da M.me Bourguignon de Fabregoules[23].

### Organo

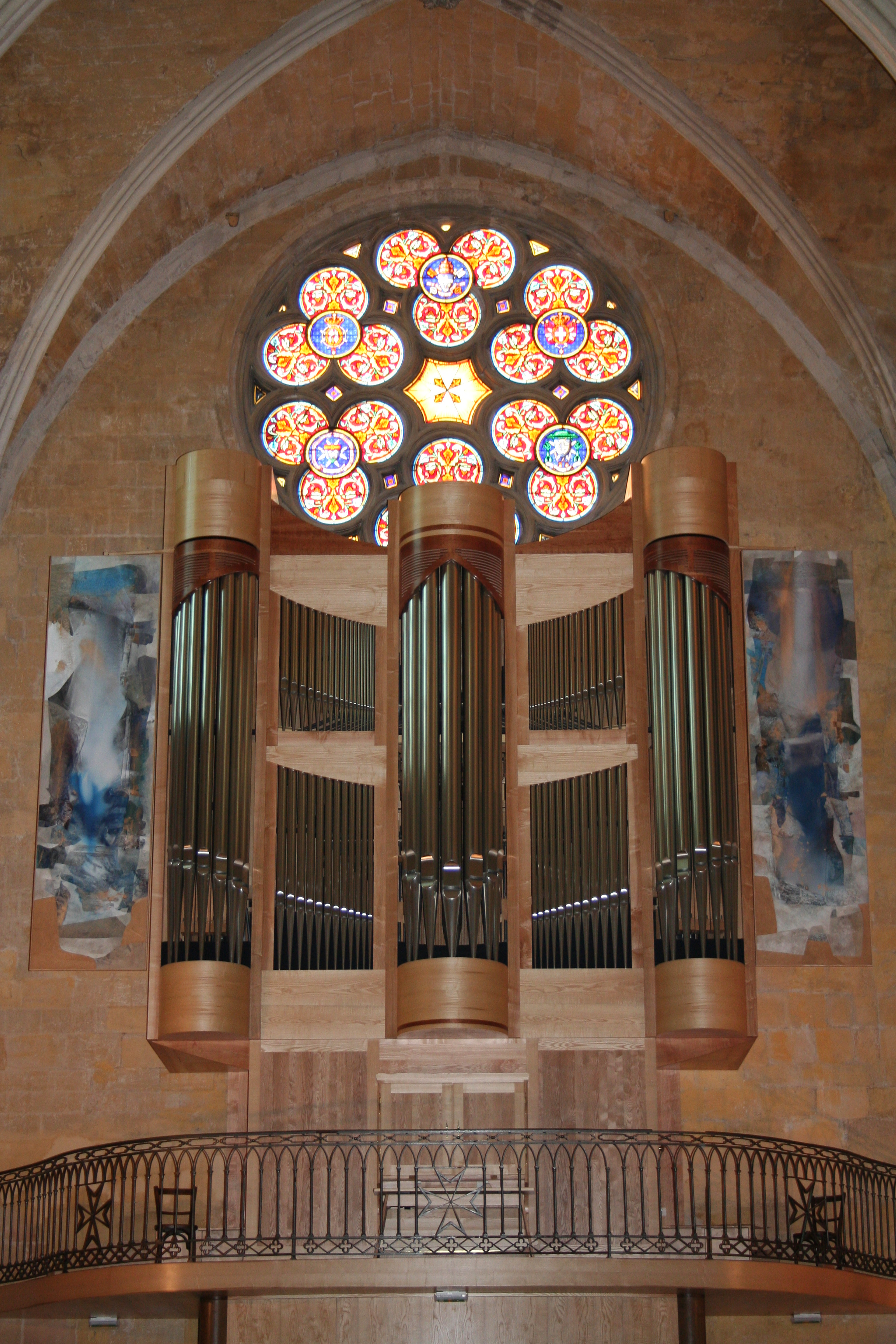
Organo della chiesa di Saint-Jean-de-Malte.

Nel corso dei secoli numerosi organi si sono successi nella chiesa di Saint-Jean-de-Malte. Nel XVII secolo, un primo organo, situato nel coro, fu distrutto dalle intemperie. 
Fu così che nel 1670 il priore Viany ordinò un nuovo strumento a un fabbricante originario di Namur e residente a Marsiglia, Charles Rouyère. Fu posto al fondo, in un punto nel quale si possono ancora vedere i segni del fissaggio. Con lui formavano un insieme che comprendeva anche una statua in piedi di san Giovanni Battista e un buffet realizzato da Alphonse Dumas. Non se ne ritrovarono più le tracce dopo la rivoluzione francese, probabilmente è andato distrutto.
Nel 1843 fu installato un nuovo organo, opera del fabbricante Daublaine et Callinet. Nel 1896 fu trasformato da Joseph Merklin, che aveva rilevato l'azienda Daublaine et Callinet, fallita nel frattempo; fu ancora migliorato con lavori effettuati nel 1929. 
Ma l'usura del tempo ebbe ragione anche di questo terzo organo all'inizio dell'anno 2000, quando ne fu ordinato un altro al fabbricante Kern. È questo l'organo attualmente in funzione nella chiesa, inaugurato da Pierre Bardon, organista presso la Basilica di Santa Maria Maddalena a Saint-Maximin-la-Sainte-Baume, il 25 giugno 2006.